# بيتر غالامبوس
بيتر غالامبوس (بالمجرية: Galambos Péter)‏ هو مجدف مجري، ولد في 9 سبتمبر 1986 في بودابست في المجر.

## وصلات خارجية
- بيتر غالامبوس على موقع الاتحاد الدولي للتجديف (الإنجليزية)